# Hamlet (film 2000)
Hamlet – dramat z 2000 w reżyserii Michaela Almereydy, z Ethanem Hawkiem w roli tytułowej.
Film jest uwspółcześnioną adaptacją dzieła Williama Shakespeare’a o tym samym tytule. Akcja sztuki została przeniesiona do Nowego Jorku końca drugiego tysiąclecia, rozgrywa się w siedzibie potężnej firmy Denmark Corporation (Korporacji Dania). Zostaje zachowana tradycyjna budowa utworu, jednak bohaterowie posługują się dzisiejszymi technologiami. Hamlet używa laptopa i kręci filmy kamerą cyfrową, a Ofelia kontaktuje się z bliskimi za pośrednictwem polaroidowych zdjęć.

## Obsada
- Ethan Hawke – Hamlet
- Kyle MacLachlan – Klaudiusz
- Sam Shepard – Duch ojca Hamleta
- Diane Venora – Gertruda
- Bill Murray – Poloniusz
- Liev Schreiber – Laertes
- Julia Stiles – Ofelia
- Karl Geary – Horacy
- Steve Zahn – Rozenkranc
- Dechen Thurman – Gildenstern